# Остановочный пункт 2574 км
Остановочный пункт 2574 км (каз. Аялдау стансасы 2574 км) — упразднённый населённый пункт в Мамлютском районе Северо-Казахстанской области Казахстана. Входил в состав Становского сельского округа. Ликвидирован в 2014 г. Код КАТО — 595251700.

## История
Населённый пункт появился при строительстве железной дороги. В селении жили семьи тех, кто обслуживал железнодорожную инфраструктуру.

## Население
В 1999 году население населённого пункта составляло 11 человек (5 мужчин и 6 женщин). По данным 2009 года, в населённом пункте не было постоянного населения.

## Инфраструктура
Основа экономики — обслуживание путевого хозяйства Южно-Уральской железной дороги. Действует платформа 2574 км.

## Транспорт
Доступен автомобильным и железнодорожным транспортом.